# أرونداتي ديفي
أرونداتي ديفي (بالبنغالية: অরুন্ধতী দেবী)‏ هي مخرجة وممثلة هندية (وحملت سابقاً جنسية الراج البريطاني)، ولدت في 1925 بباريسال في بنغلاديش، وتوفيت في 1990.

## وصلات خارجية
- أرونداتي ديفي على موقع IMDb (الإنجليزية)
- أرونداتي ديفي على موقع ألو سيني (الفرنسية)
- أرونداتي ديفي على موقع قاعدة بيانات الفيلم (الإنجليزية)
- أرونداتي ديفي على موقع كينوبويسك (الروسية)